# MFBTY
MFBTY, ein Akronym, das für „My Fans [Are] Better Than Yours“ steht, ist eine koreanische Hip-Hop-Gruppe unter Feel Ghood Music, die aus Tiger JK, Yoon Mi-rae und Bizzy besteht. Sie debütierten 2013 mit der Single Sweet Dream. MFBTY sollte nur ein vorübergehender Name sein, und das Trio veröffentlichte später in diesem Jahr ein Album als Drunken Tiger, Tiger JKs legendäre Hip-Hop-Gruppe. Später kehrten sie jedoch zum Namen MFBTY zurück und veröffentlichten 2015 ihr erstes Album in voller Länge unter diesem Namen.

## Geschichte

### 2011–2012
MFBTY begann als Witz, den Drunken Tiger / Tiger JK auf seinem Twitter-Benutzerkonto erwähnte. Im Jahr 2011 enthüllte er, dass das Pseudonym für "Meine Fans sind besser als deine" steht. JK machte einen Hinweis, dass seine Fans in einer besonderen Art von seligem Wunderland lebten, einem Hinweis auf das Buch Alice im Wunderland. Der Witz war bei seinen englischsprachigen Fans sehr beliebt, was eine Reihe von Kult-Anhängern bei Twitter-Benutzerkonten war. Bis zu diesem Zeitpunkt hatten die Acts mehrere Songs für Soloalben aufgenommen, die sie nie veröffentlicht hatten. Sie waren jedoch sechs Jahre lang als Trio aufgetreten. Sie stellten fest, dass sie sich als Gruppe am wohlsten fühlten und beschlossen, sich als 3-Personen-Projektgruppe namens MFBTY umzubenennen.

### 2013
Im Januar 2013 debütierte MFBTY mit ihrem digitalen Mini-Album Sweet Dream. Das Video ist zwar für seine Grafik bekannt, aber es enthält auch Ostereier, die auf Tiger JKs Witze mit seiner MFBTY- und DT-Fangemeinde verweisen. Zum Beispiel ist Tiger JK als der verrückte Hutmacher aus Alice im Wunderland verkleidet. Das Wort „Jaguatirica (bedeutet Ocelot, eine Art Wildkatze)“ erscheint im Hintergrund einer Szene. Dieses Wort bezieht sich auf die brasilianische Gefolgschaft des betrunkenen Tigers, die ihm den Namen gab. Sweet Dream war auch das Debüt ihres neuen DJs DJ Smells und ihres Direktors für visuelle Effekte, Lumpens. Dank der verstärkten Kombination der Fans von Tiger JK, Yoon MiRae und Bizzy stieg Sweet Dream innerhalb weniger Tage auf Platz 1 der koreanischen Musikcharts, von Naver, Soribada und anderen. Die Gruppe wurde eingeladen, beim MIDEM-Musikfestival in Cannes als Vertreter Südkoreas aufzutreten.

### Erschaffung von Feel Ghood Music / Rebranding als Drunken Tiger
Im Juli 2013 verließ MFBTY Jungle Entertainment und gründete ihr eigenes Label Feel Ghood Music (FGM). Ihre offiziellen Gründe für den Abgang wurden nie bekannt gegeben. Die Mitglieder gaben jedoch an, dass sie eine weniger konventionelle Unternehmensgründung favorisierten und ein kleines Team aus vertrauenswürdigen Freunden und Familienmitgliedern für ihr neues Label engagierten. Während dieser Zeit wurde bei Tiger JKs Vater, Suh Byung Hoo, Lungenkrebs im Stadium 3 diagnostiziert. Angesichts seines Zustands und der Startkosten des Labels veröffentlichte das Trio im September 2013 schnell ein Album unter dem offiziellen Künstlernamen Drunken Tiger. Das Album mit dem Titel The Cure klang weicher als die vorherigen Drunken Tiger-Alben. Obwohl seine hoffnungsvolle Botschaft von den persönlichen Kämpfen seines Vaters und Tigers inspiriert war, widmete sich das Album all jenen, die emotionale und körperliche Nöte aushalten mussten. Das Album erreichte 6/10 Spitzenplätze auf Koreas führendem Musikdownload-Portal, Bugs.
Im November 2013 gab die Gruppe ihr erstes offizielles internationales Konzert im Rahmen der renommierten asiatisch-amerikanischen Talentschau Kollaboration Star. Sie lieferten ein komplettes 2-Stunden-Set mit Songs aus ihren Soloalben und Songs als MFBTY. Ihr Kollaboration-Auftritt erregte die Aufmerksamkeit internationaler Nachrichtenmedien, darunter ein gebuchtes Interview mit dem amerikanischen Musiksender Fuse TV.
Die Gruppe arbeitete mit der koreanischen Schönheitsikone Lee Hyori für das MBC Gayo Daejejeon 2013 zusammen und spielte eine Melodie von Lees Miss Korea und der Single The Cure von MFBTY / Drunken Tiger. Dies war jedoch die letzte Vorstellung, bevor die Gruppe für 2014 eine Pause einlegte.

### 2014
Die Gruppe legte den größten Teil des Jahres 2014 eine Leistungspause ein, hauptsächlich nach dem Tod von Tiger JKs Vater am 1. Februar 2014. Sie veröffentlichten im Mai 2014 eine Single mit der neuen Künstlerin Yuna Kim namens Without You Now. Die drei Mitglieder veröffentlichten auch einzelne Features und Singles für Soundtracks, blieben jedoch bis August 2014 für das Crazy Korea Konzert aus.

### Umbenennung in YoonMiRae ft. Tiger JK & Bizzy
Im Dezember 2014 wurde die Gruppe unter dem Namen YoonMiRae reformiert und wird auch in Zukunft mit den Namensordnungen spielen (d. H. Bizzy ft. Tiger JK & YoonMiRae, Drunken Tiger ft. Bizzy & YoonMiRae usw.). Ihre als Download veröffentlichte Single Angel erreichte in weniger als 24 Stunden Platz 1 in vier großen koreanischen Musikcharts.

### Albumveröffentlichung in voller Länge
MFBTY veröffentlichten am 19. März 2015 ihr eigenes Album. Davor veröffentlichten sie als Album-Teaser ein Musikvideo in voller Länge zum Song Bucku Bucku / ShyShy. Es enthielt BTS 'RM (damals Rap Monster). Am 19. März 2015 veröffentlichte MFBTY das Album Wondaland mit den drei Haupt-Singles Bang Diggy Bang Bang, Make It Last und Hello Happy. Bang Diggy Bang Bang ist derzeit das einzige mit einem Musikvideo aus den drei.